# Ever Hernández
Ever Francisco Hernández (né le 11 décembre 1958 à Santiago de María au Salvador) est un joueur de football international salvadorien qui évoluait au poste d'attaquant.

## Biographie

### Carrière en club
Ever Hernández joue principalement en faveur du CD Santiagueño et du CD FAS. 
Il remporte, au cours de sa carrière, trois titres de champion du Salvador.

### Carrière en sélection
Ever Hernández joue 28 matchs en équipe du Salvador, inscrivant 13 buts, entre 1979 et 1985.
Il dispute onze matchs comptant pour les tours préliminaires des Coupes du monde, inscrivant quatre buts. Il joue à cet effet cinq matchs rentrant dans le cadre des éliminatoires du mondial 1982, et six rentrant dans le cadre des éliminatoires du mondial 1986.
Il figure dans le groupe des sélectionnés lors de la Coupe du monde de 1982. Lors du mondial organisé en Espagne, il joue un match contre la Hongrie, pour une lourde défaite (10-1).

## Palmarès
| Santiagueño - Championnat du Salvador (1) : - Champion : 1979. |  | FAS - Championnat du Salvador (1) : - Champion : 1984. |  | Alianza - Championnat du Salvador (1) : - Champion : 1987. |